# Acrojana salmonea
Acrojana salmonea is een vlinder uit de familie van de Eupterotidae. De wetenschappelijke naam van de soort is voor het eerst geldig gepubliceerd in 1932 door Lionel Walter Rothschild. De soort was aangetroffen in Ashanti (Ghana) en Bukuru (Nigeria).